# 巫师3：狂猎—石之心
《巫师3：狂猎－石之心》是2015年CD Projekt RED开发游戏《巫师3：狂猎》的首部资料片。《石之心》于2015年10月13日在Microsoft Windows、PlayStation 4和Xbox One平台发行，讲述了主角利维亚的杰洛特与神秘人刚特·欧迪姆，以及被诅咒的贵族欧吉尔德·伊佛瑞克之间发生的故事。

## 剧情
杰洛特接手了神秘人士欧吉尔德·冯·艾弗瑞克的狩魔委托，前往奥森福特的下水道杀死了一只巨型蟾蜍。不料蟾蜍其实是被诅咒的欧飞尔国的王子的化身。意图解救王子的欧飞尔术士和军人击晕了他。杰洛特醒来时发现自己正关在一艘航船上，船上一名自称镜子大师的人表示愿意解救他，但必须立下契约。杰洛特毫不犹豫地答应，而镜子大师使用魔法在他的脸上留下了印记。船很快遭遇风暴搁浅，杰洛特在被士兵拖上岸时趁机脱逃。他如约和镜子大师会面。原来镜子大师和旧贵族欧吉尔德立下了契约，满足了他的诸多愿望，但应得到他的灵魂作为报偿。若要完成这份契约，镜子大师需要寻找一名代理人满足欧吉尔德的最后三个愿望，而那名代理人就是杰洛特，他不得不再次找到欧吉尔德去满足他刁钻的要求。
随着杰洛特的行动不断开展，他逐渐了解到欧吉尔德背后的故事，以及强大的镜子大师邪恶的意图。

## 发行
2015年4月7日，CD Projekt宣布《巫师3：狂猎》会发行两个资料片——《石之心》和《血与酒》。《石之心》于2015年10月13日发布。

## 评价
根据评论聚合网站Metacritic的统计，《石之心》获得了业界的积极评价，全部三个平台都为“总体好评”。IGN和GameSpot为游戏打出9/10分。